# Mallinella yintiaoling
Espèce
Mallinella yintiaoling est une espèce d'araignées aranéomorphes de la famille des Zodariidae.

## Distribution
Cette espèce est endémique de Chongqing en Chine,. Elle se rencontre dans le xian de Wuxi.

## Description
Le mâle holotype mesure 7,92 mm et la femelle paratype 8,30 mm.

## Systématique et taxinomie
Cette espèce a été décrite par Lu, Irfan et Zhang en 2025.

## Étymologie
Son nom d'espèce lui a été donné en référence au lieu de sa découverte, la réserve naturelle de Yintiaoling.

## Publication originale
- Lu, Irfan & Zhang, 2025 : « A new species of the spider genus Mallinella Strand, 1906 from Yintiaoling Nature Reserve, China (Araneae: Zodariidae). » Zootaxa, no 5652(1), p. 73-77.